# فلويد باترسون
فلويد باترسون (بالإنجليزية: Floyd Patterson)‏ مواليد 4 يناير 1935 في واكو، كارولاينا الشمالية، الولايات المتحدة - الوفاة 11 مايو 2006 في نيويورك، الولايات المتحدة، كان ملاكم أمريكي سابق صنّف ضمن فئة الوزن الثقيل. حقق بطولة رابطة الملاكمة العالمية. سبق أن شارك في دورة الألعاب الأولمبية الصيفية.

## إحصائيات
خاض خلال مسيرته 64 نزالا، فاز في 55 وتعادل في 1 وخسر في 8. فاز بالضربة القاضية في 40 نزالا.

## الميداليات
| الميدالية | المسابقة                       |
| --------- | ------------------------------ |
| ذهبية     | الألعاب الأولمبية الصيفية 1952 |

## روابط خارجية
- فلويد باترسون على موقع IMDb (الإنجليزية)
- فلويد باترسون على موقع الموسوعة البريطانية (الإنجليزية)
- فلويد باترسون على موقع إن إن دي بي (الإنجليزية)
- فلويد باترسون على موقع قاعدة بيانات الفيلم (الإنجليزية)
- فلويد باترسون على موقع بوكس ريك (الإنجليزية) (registration required)
- فلويد باترسون على موقع اللجنة الأولمبية الدولية (الإنجليزية)
- فلويد باترسون على موقع أوليمبيديا (الإنجليزية)